# リテール
リテール（英：retail、リテイル）とは、一般消費者向けの「小売」のことを指す。対義語はホールセール（wholesale）であり、いわゆる「卸売」を指す。

## 概要
衣料のリテール、金融のリテール部門、自作パソコンのリテール品などのように用いられる。
りそな銀行の目指す、リテールバンクのように顧客視点という言葉でリテールを使用することもある。新光証券に吸収合併される前の旧みずほ証券は、機関投資家を専門とする証券会社であったことから、「ホールセール証券」と称され、それに対し個人投資家を扱うということで、新光証券やみずほインベスターズ証券を「リテール証券」としていた。

## インターネットの影響
古くからある商慣習では、製造会社が直接一般消費者に向けて販売するということは通常行われず、卸売業者・代理店・ディストリビューターといった業者に出荷され、次にそれらから小売店に出荷されて一般消費者の手に届くようになっていた。商品や業界によっては、小売店に並ぶ前に複数の業者を経由することもよくあった。
この方法では、製造会社にとって
- 直接的に販売の作業に従事しなくてよい。
- 生産計画に応じた量を製造して、できた製品をまとめて卸売業者に引き渡しさえすれば、基本的にはその代金が回収される。

というメリットがあった。しかし一般消費者や小売店（特に零細な）の側から見ると、卸売業者を経る際に上乗せされる中間マージンがリテールにおける販売価格にのしかかるという都合の悪い面があった。
インターネットが普及する以前から、製造業者自らリテールを行うことは少ないながら存在したが、インターネットの普及により、一般消費者向け製品を作る業者がむしろ積極的にリテールを行うことが急速に広まった。
製造業者としては、個別の受注や発送業務など今までは外部が実施していた作業を行わなければならないが、中間マージンをカットすることでより安く販売することが可能となった。日本国内においては偶然的な要因だが、インターネットの普及期は1990年代から延々と続く長期不況のまっただ中と重なったため、一般消費者は商品を安く買うことに高い関心を持つようになり、結果的にこのような販売形態を支えることにつながった。
また、かつてはアンテナショップを開設して消費者の反応を観察することが行われたが、立地や採算性面での負担が高く、長期的に運営するのは難しいとされた。インターネットを通じて製造業者自らリテールを行うと、消費者と直に向き合うことができるようになった。店員と直接会話することを好まない消費者であっても、電子メールで意見を述べたり、製造者側もウェブページで詳しく説明したりといった方法で製造会社と消費者が活発に意見交換することができるようになった。
しかし、従来の商慣習を製造業者自らが変革する動きに卸売業者やインターネット販売部門を持たない小売店からの不満は続出した。永く続いている製造会社から卸売業者、卸売業者から小売店といった結びつきを壊したくないと考える製造業者も多く、あらたなリテール形態とどうマッチさせるのかという課題については、それぞれの企業風土や人的な問題に合致する方法を見出すべく常に模索されている。